# Pirocúmul
Un pirocúmul, pirocúmulus o flammagenitus és un núvol cumuliforme produït pel foc, per un volcà que entra en erupció, un gran incendi o per una deflagració industrial.
Esta mena de núvols causen l'escalfament de l'aire i generalment es caracteritzen per la seua humitat. El pirocúmul sense obstrucció es formen només si hi ha poc vent.

## Formació
Els núvols pirocúmulus s'originen a partir de l'intens escalfament de l'aire des de la superfície. L'elevació de la temperatura genera moviments  convectius que eleven la massa d'aire fins a assolir un punt d'estabilitat en presència de gran humitat. Fenòmens com incendis, erupcions volcàniques i, ocasionalment, activitats industrials, poden induir a la formació d'este tipus de núvol. La detonació d'armes nuclears també pot generar-ne’n amb forma de fong nuclear, que és bàsicament formada pel mateix mecanisme. La presència d'un corrent en raig de baix nivell pot reforçar la seua formació. La condensació de la humitat de l'aire ja present en l'atmosfera, aixina com la humitat evaporada de la combustió de vegetació i els gasos volcànics ocorren fàcilment amb les partícules de cendres.